# 도산서당
도산서당(道山書堂)은 전북특별자치도 고창군 고창읍 도산리에 있다. 2004년 6월 8일 고창군의 향토문화유산 제2호로 지정되었다.

## 지정 사유
도산서당(道山書堂)의 초창연대는 정확하게 알 수 없으나 만수당은 본래 김정회 고가의 원주인이었던 진사(進士) 오도환(吳道桓)이 17세기경에 이곳에 서당을 세우고 그의 자제와 인근 아이들을 교육하던 곳이다. 그 뒤 오진사의 사위 정택신(鄭宅臣, 예조참판 역임)이 물려받아 집과 함께 관리하였으나 1862년 만수(晩睡) 김영철이 매수하였다. 그는 옛 서당을 헐고 새 건물을 짓고자 함에 따라 그의 장손 회천(晦泉) 김재종이 숙부인 김순묵의 조언을 받아 1907년에 새롭게 강당을 건립하고 그의 호를 따라 만수당이라 편액하였다. 만수당의 편액은 해사(海士) 김성근(金聖根, 1835-1913)이 썼다.